# فار کرای غرایز
فار کرای غرایز (به انگلیسی: Far Cry Instincts) یک بازی تیراندازی اول شخص است که در ۲۷ سپتامبر ۲۰۰۵ توسط شرکت یوبی‌سافت برای ایکس‌باکس و ایکس‌باکس ۳۶۰ منتشر شد.

## خلاصه داستان
پس از اخراج ننگین از نیروی دریایی ایالات متحده به دلیل اقدامات غیرقانونی، جک کارور (با صداپیشگی استیون دورف) به قاچاق اسلحه در منهتن روی آورد. اما زمانی که یک باند جنایتکار از سلاح‌های او برای ترور وارث مافیا استفاده کرد، کسب‌وکارش از هم پاشید. این اتفاق باعث شد مافیا برای سر او جایزه تعیین کند و جک مجبور به فرار از آمریکا و سکونت در میکرونزی شد.
در میکرونزی، جک یک قایق دست‌دوم از مزایده دولتی خرید و کسب‌وکار جدیدی راه انداخت: حمل‌ونقل گردشگران و غواصان در منطقه. روزی یک روزنامه‌نگار به نام والری کورتز پیشنهاد مبلغ قابل‌توجهی به جک داد تا او را به مجمع‌الجزایر دورافتاده‌ای به نام "جاکوتان" ببرد. جک با احتیاط این پیشنهاد را پذیرفت.
بازی از لحظه‌ای آغاز می‌شود که جک و وال به جاکوتان می‌رسند. پس از اینکه وال با جت اسکی به تنهایی حرکت می‌کند، هلیکوپترهای یو‌اچ-۶۰ بلک هاوک قایق جک را نابود می‌کنند و او مجبور می‌شود در یک ناو هواپیمابر ژاپنی غرق‌شده پناه بگیرد. پس از پیدا کردن یک هدست، جک با مرد مرموزی به نام "دویل" ارتباط برقرار می‌کند که آشکار می‌سازد وال در واقع یک مأمور مخفی سیا است و برای نجات دویل به جاکوتان آمده است.
دویل مشغول افشای فعالیت‌های دانشمند دیوانه‌ای به نام دکتر کریگر بوده که روی سرمی کار می‌کند تا توانایی‌های فیزیکی افراد را تقویت و ویژگی‌های حیوانی پنهان در آن‌ها را آزاد کند.